# 宣城市工业学校
宣城市工业学校始建于1958年，是一所包括等学历教育、高等函授教育、职业技能培训及劳动就业服务的综合性职业学校。学校与泾县技工学校、泾县职业与成人教育中心和泾县电大合署办学。

## 师资力量
现有教职工253人，其中：专任教师182人，中高级以上职称127人，“双师型”教师117人。省级学科带头人3人、省级教坛之星4人，市级名师7人、县拔尖人才3人。

## 开设专业
学校现有农林牧渔、土木水利、加工制造、轻纺食品、交通运输、信息技术、休闲保健、财经商贸、旅游服务、文化艺术、体育与健康教育、公共管理与服务等12个专业大类。2018年来，学校新增高星级饭店运营与管理、工业机器人应用与维护、物联网技术应用等专业，专业总数达24个，覆盖一、二、三产业，其中：国家级重点建设专业3个，国家民族传统示范专业1个，省级重点建设专业6个、市级品牌专业7个。

## 办学理念
学校秉承“让每一位学生都出彩”的办学理念，大力推进“校企合作”和“订单培养”的人才培养模式，为企业培养德技双优的技能型人才，学校已成为本地及江浙沪地区重要的人才培养基地，受到社会各界的广泛青睐，毕业生供不应求，就业率达99%以上。